# 阿布哈兹—委内瑞拉关系
阿布哈兹－委内瑞拉关系指的是分离的独立国家阿布哈兹共和国和委内瑞拉之间的外交关系。在1999年宣布独立自格鲁吉亚近10年后；委内瑞拉认可了阿布哈兹与南奥塞梯一起；于2009年9月10日宣布建立外交关系。 委内瑞拉是继俄罗斯和尼加拉瓜之后承认阿布哈兹和南奥塞梯的第三个国家。

## 委内瑞拉承认阿布哈兹独立
委内瑞拉总统乌戈·查韦斯宣布，他的政府在德米特里·梅德韦杰夫于莫斯科担任俄罗斯总统时承认阿布哈兹和南奥塞梯。 查韦斯还宣布将与两个共和国建立正式的外交关系。
阿布哈兹和委内瑞拉之间的关系在得到承认之前已经很好。 委内瑞拉全国代表大会副主席路易斯·塔斯孔于2006年11月访问了阿布哈兹，并宣布阿布哈兹是委内瑞拉的友好合作伙伴，委内瑞拉将支持其寻求独立。 查韦斯总统还为2008年8月俄罗斯承认阿布哈兹和南奥塞梯辩护说：“俄罗斯承认阿布哈兹和南奥塞梯的独立，我们支持俄罗斯，俄罗斯是对的，正在捍卫自己的利益。”
宣布承认之后，阿布哈兹总统谢尔盖·巴加普什答复说：“我们一直认为委内瑞拉和其他一些拉美国家是有希望。访问古巴和尼加拉瓜之后，在加拉加斯的阿布哈兹代表团，他们在那里受到热烈的欢迎和支持。“而没有与委内瑞拉建交的格鲁吉亚通过其外交部谴责委内瑞拉政府的决定，并在同一天晚些时候发表的官方声明中称其为“独裁者”。

## 外交关系和大使交流
阿布哈兹和委内瑞拉建立了大使级外交关系。 委内瑞拉驻阿布哈兹大使兼驻在莫斯科。
2010年7月11日，委内瑞拉共和国特命全权大使乌戈·何塞·加西亚·埃尔南德斯向阿布哈兹的外交部长马克西姆·格温吉亚递交了全权国书，并于7月12日，转交给巴加普什总统。 7月23日，巴加普什总统对委内瑞拉进行国事访问期间签署了关于建立大使级外交关系的正式文件。 12月6日，阿布哈兹共和国特命全权大使向委内瑞拉副总统伊莱斯·贾递交了全权国书。
2015年9月3日，委内瑞拉新任大使胡安·比森特·帕雷德斯·托雷亚尔瓦向外交部长维亚切斯拉夫·奇里克巴和总统劳尔·哈津巴递交了全权国书。

## 另外会议
据报道，2009年9月两国政府副外长之间的一次会议侧重于政治和经济合作。 阿布哈兹要求委内瑞拉为游说承认阿布哈兹在拉丁美洲的独立创造一个平台。
2012年7月21日至25日，以巴加普什总统为首的阿布哈兹代表团在尼加拉瓜类似逗留之后访问了委内瑞拉，并顺道访问了南奥塞梯。这次访问的目的是促进拉丁美洲和加勒比地区的国际承认和扩大关系。时任阿布哈兹总理谢尔盖·尚巴说：“我们认为尊重查韦斯作为地区领导人权威的国家也将效仿。”  7月22日，阿布哈兹和南奥塞梯总统被宣布为委内瑞拉的贵宾，并象征性地获得了加拉加斯的城市钥匙。7月23日，双方就开始合作，建立外交关系，友好合作和政治对话等问题签署了协议。 巴加普什总统还邀请委内瑞拉石油生产商PdVSA在阿布哈兹进行投资,这被认为是试图减少阿布哈兹对俄罗斯的依赖。合作协议于10月14日得到了委内瑞拉国民议会的批准。 合作与友谊条约于2012年10月29日正式生效。

## 外部連結
- Permanent Mission of the Republic of Abkhazia in Venezuela
- Agreement to establish diplomatic relations at the level of ambassadors